# Giacomo Andrea Abbà
Giacomo Andrea Abbà, född 1780 i Farigliano, död 1836 i Turin, var en italiensk filosof.
Abbà utgick från John Lockes filosofi och hävdade att empiriska data som tillhandahålls av den mänskliga erfarenheten utgör basen för medvetandet, men att idéerna också formas genom en utveckling av dessa empiriska intryck i den mänskliga själen, vilken använder logiska kategorier som är oberoende av erfarenheten.
Abbà var elev till Giovanni Batista Benone och efterträdde denne som professor i logik och metafysik vid universitetet i Turin.